# Kap Northrop
Kap Northrop ist eine markante und felsige Landspitze mit einer Höhe von bis zu 1160 m auf der Ostseite des Grahamlands auf der Antarktischen Halbinsel. Sie markiert die Nordseite der Einfahrt zum Whirlwind Inlet sowie die Grenze zwischen Bowman-Küste im Süden und der sich nach Norden anschließenden Foyn-Küste.
Entdeckt wurde das Kap durch den australischen Polarforscher Hubert Wilkins bei einem Überflug am 20. Dezember 1928. Wilkins benannte das Kap nach dem US-amerikanischen Flugzeugkonstrukteur John Knudsen Northrop (1895–1981), Designer der Lockheed Vega, mit der Wilkins der Überflug gelang. Das Kap wurde bei weiteren Überflügen während der United States Antarctic Service Expedition (1939–1941) im Jahr 1940 fotografiert und 1947 durch den Falkland Islands Dependencies Survey geodätisch vermessen.